# Thelairosoma pallidum
Thelairosoma pallidum là một loài ruồi trong họ Tachinidae.